# Sven Gadde
Sven Gerhard Gadde, född 12 oktober 1930 i Karlskoga, är en socialdemokratisk politiker och före detta kommunstyrelsens ordförande i Karlskoga kommun. 

## Politisk karriär
Redan som 13-åring blev Gadde politiskt aktiv och samtidigt utövade han även handbollssporten. Senare fick han möjligheten att delta i brandstyrelsen under perioden 1964–1967 och blev därefter ordförande för det kommunala bostadsbolaget, vilket han omvandlade till ett aktiebolag. Han hade även liknande framgång med det kommunalt ägda energi- och miljöbolaget Kemab. Vid slutet av 1900-talet var han en framträdande politisk figur i Karlskoga. På senare år har han varit verksam som ordförande i PRO Östra.
Gadde tog tjänstledigt från sin anställning på Bofors för att ägna sig åt sitt uppdrag som kommunalråd i Karlskoga kommun.